# Rudolfsbanan
|  |  |  |

|  | Station on track |

|  | Unknown BSicon "ABZgl" |

|  | Stop on track |

|  | Station on track |

|  | Stop on track |

|  | Station on track |

|  | Stop on track |

|  | Stop on track |

|  | Station on track |

|  | Unknown BSicon "hKRZWae" |

|  | Enter and exit short tunnel |

|  | Station on track |

|  | Stop on track |

|  | Station on track |

|  | Stop on track |

|  | Station on track |

|  | Stop on track |

|  | Stop on track |

|  | Station on track |

|  | Stop on track |

|  | Station on track |

|  | Stop on track |

|  | Station on track |

|  | Enter and exit tunnel |

|  | Stop on track |

|  | Unknown BSicon "ABZg+l" |

|  | Stop on track |

|  | Enter and exit tunnel |

|  | Station on track |

|  | Enter and exit short tunnel |

|  | Enter and exit short tunnel |

|  | Station on track |

|  | Enter and exit short tunnel |

|  | Enter and exit tunnel |

|  | Enter and exit tunnel |

|  | Station on track |

|  | Enter and exit tunnel |

|  | Enter and exit short tunnel |

|  | Unknown BSicon "hKRZWae" |

|  | Station on track |

|  | Enter and exit short tunnel |

|  | Enter and exit short tunnel |

|  | Unknown BSicon "ABZg+l" |

|  | Station on track |

|  | Enter and exit short tunnel |

|  | Enter and exit short tunnel |

|  | Enter and exit short tunnel |

|  | Station on track |

|  | Stop on track |

|  | Enter and exit tunnel |

|  | Station on track |

|  | Station on track |

|  | Unknown BSicon "ABZg+r" |

|  | Stop on track |

|  | Station on track |

|  | Unknown BSicon "ABZgr" |

|  | Stop on track |

|  | Stop on track |

|  | Station on track |

|  | Station on track |

|  | Enter and exit tunnel |

|  | Station on track |

|  | Enter and exit tunnel |

|  | Station on track |

|  | Station on track |

|  | Stop on track |

|  | Station on track |

|  | Junction both to and from left |

|  | Stop on track |

|  | Stop on track |

|  | Stop on track |

|  | Stop on track |

|  | Station on track |

|  | Station on track |

|  | Station on track |

|  | Unknown BSicon "ABZgr" |

|  | Unknown BSicon "ABZgl" |

|  | Station on track |

|  | Station on track |

|  | Stop on track |

|  | Station on track |

|  | Station on track |

|  | Stop on track |

|  | Station on track |

|  | Enter and exit short tunnel |

|  | Station on track |

|  | Stop on track |

|  | Station on track |

|  | Stop on track |

|  | Stop on track |

|  | Unknown BSicon "ABZg+l" |

|  | Station on track |

|  | Stop on track |

|  | Station on track |

|  | Unknown BSicon "ABZgl" |

|  | Stop on track |

|  | Stop on track |

|  | Stop on track |

|  | Station on track |

|  | Stop on track |

|  | Station on track |

|  | Station on track |

|  | Stop on track |

|  | Station on track |

|  | Station on track |

|  | Stop on track |

|  | Station on track |

|  | Stop on track |

|  | Station on track |

|  | Unknown BSicon "ABZg+l" |

|  | Station on track |

|  | Unknown BSicon "ABZg+r" |

|  | Stop on track |

|  | Stop on track |

|  | Unknown BSicon "ABZgl" |

|  | Stop on track |

|  | Stop on track |

|  | Stop on track |

|  | Station on track |

|  | Unknown BSicon "ABZgr" |

|  | Restricted border on track |

|  |  |  |

|  | Station on track |

|  | Unknown BSicon "ABZgl" |

|  | Stop on track |

|  | Station on track |

|  | Stop on track |

|  | Station on track |

|  | Stop on track |

|  | Stop on track |

|  | Station on track |

|  | Unknown BSicon "hKRZWae" |

|  | Enter and exit short tunnel |

|  | Station on track |

|  | Stop on track |

|  | Station on track |

|  | Stop on track |

|  | Station on track |

|  | Stop on track |

|  | Stop on track |

|  | Station on track |

|  | Stop on track |

|  | Station on track |

|  | Stop on track |

|  | Station on track |

|  | Enter and exit tunnel |

|  | Stop on track |

|  | Unknown BSicon "ABZg+l" |

|  | Stop on track |

|  | Enter and exit tunnel |

|  | Station on track |

|  | Enter and exit short tunnel |

|  | Enter and exit short tunnel |

|  | Station on track |

|  | Enter and exit short tunnel |

|  | Enter and exit tunnel |

|  | Enter and exit tunnel |

|  | Station on track |

|  | Enter and exit tunnel |

|  | Enter and exit short tunnel |

|  | Unknown BSicon "hKRZWae" |

|  | Station on track |

|  | Enter and exit short tunnel |

|  | Enter and exit short tunnel |

|  | Unknown BSicon "ABZg+l" |

|  | Station on track |

|  | Enter and exit short tunnel |

|  | Enter and exit short tunnel |

|  | Enter and exit short tunnel |

|  | Station on track |

|  | Stop on track |

|  | Enter and exit tunnel |

|  | Station on track |

|  | Station on track |

|  | Unknown BSicon "ABZg+r" |

|  | Stop on track |

|  | Station on track |

|  | Unknown BSicon "ABZgr" |

|  | Stop on track |

|  | Stop on track |

|  | Station on track |

|  | Station on track |

|  | Enter and exit tunnel |

|  | Station on track |

|  | Enter and exit tunnel |

|  | Station on track |

|  | Station on track |

|  | Stop on track |

|  | Station on track |

|  | Junction both to and from left |

|  | Stop on track |

|  | Stop on track |

|  | Stop on track |

|  | Stop on track |

|  | Station on track |

|  | Station on track |

|  | Station on track |

|  | Unknown BSicon "ABZgr" |

|  | Unknown BSicon "ABZgl" |

|  | Station on track |

|  | Station on track |

|  | Stop on track |

|  | Station on track |

|  | Station on track |

|  | Stop on track |

|  | Station on track |

|  | Enter and exit short tunnel |

|  | Station on track |

|  | Stop on track |

|  | Station on track |

|  | Stop on track |

|  | Stop on track |

|  | Unknown BSicon "ABZg+l" |

|  | Station on track |

|  | Stop on track |

|  | Station on track |

|  | Unknown BSicon "ABZgl" |

|  | Stop on track |

|  | Stop on track |

|  | Stop on track |

|  | Station on track |

|  | Stop on track |

|  | Station on track |

|  | Station on track |

|  | Stop on track |

|  | Station on track |

|  | Station on track |

|  | Stop on track |

|  | Station on track |

|  | Stop on track |

|  | Station on track |

|  | Unknown BSicon "ABZg+l" |

|  | Station on track |

|  | Unknown BSicon "ABZg+r" |

|  | Stop on track |

|  | Stop on track |

|  | Unknown BSicon "ABZgl" |

|  | Stop on track |

|  | Stop on track |

|  | Stop on track |

|  | Station on track |

|  | Unknown BSicon "ABZgr" |

|  | Restricted border on track |

|  |  |  |

|  |  |  |

|  | Station on track |

|  | Unknown BSicon "ABZgr" |

|  | Stop on track |

|  | Unknown BSicon "hKRZWae" |

|  | Station on track |

|  | Stop on track |

|  | Station on track |

|  | Stop on track |

|  | Stop on track |

|  | Station on track |

|  | Stop on track |

|  | Station on track |

|  | Stop on track |

|  | Station on track |

|  | Unknown BSicon "ABZg+r" |

|  | Stop on track |

|  | Straight track |

|  |  |  |

|  |  |  |

|  | Station on track |

|  | Unknown BSicon "ABZgr" |

|  | Stop on track |

|  | Unknown BSicon "hKRZWae" |

|  | Station on track |

|  | Stop on track |

|  | Station on track |

|  | Stop on track |

|  | Stop on track |

|  | Station on track |

|  | Stop on track |

|  | Station on track |

|  | Stop on track |

|  | Station on track |

|  | Unknown BSicon "ABZg+r" |

|  | Stop on track |

|  | Straight track |

Rudolfsbanan är en 401 km lång järnväg i Österrike. Den går från Sankt Valentin, där den ansluter till Västbanan via Selzthal, Sankt Michael och Villach till den italienska gränsen vid Tarvisio. En 44 km lång bibana från Amstetten vid västbanan ansluter vid Weyer. Ytterligare en 12 km lång bibana förbinder Sankt Michael med den näraliggande staden Leoben. 

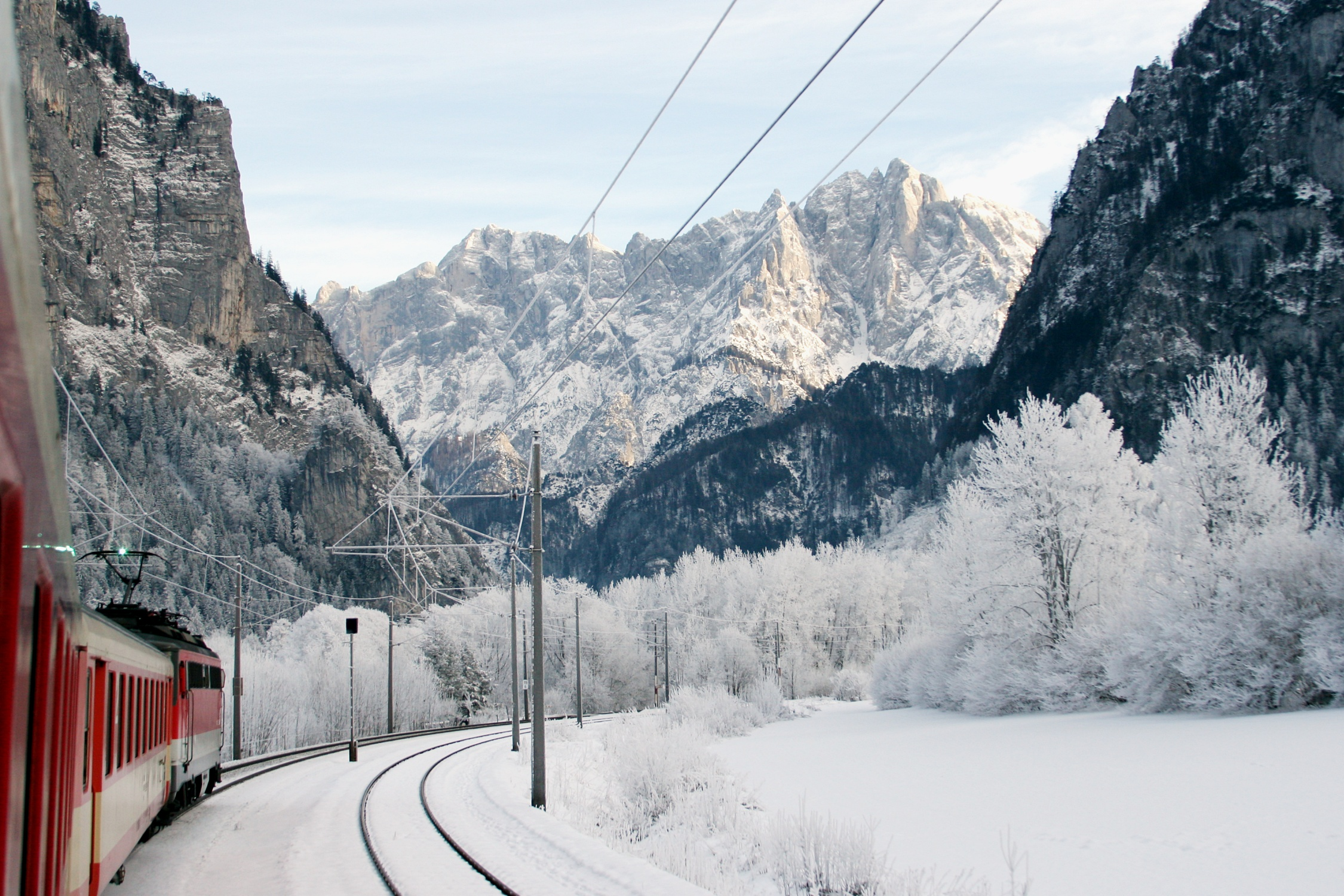
I Gesäuse

Rudolfsbanan var planerad som nord-syd-förbindelse mellan västbanan och den österrikisk-italienska gränsen i Kärnten. Den byggdes på 1860- och 1870-talen och öppnades mellan 1868 och 1873. Banan var ekonomiskt inte lönsam och fick sättas under tvångsförvaltning redan 1880. Slutligen förstatligades banan 1884. 
Rudolfsbanan trafikeras inte i sin helhet av genomgående tåg. Däremot ingår vissa delsträckor i mycket viktiga förbindelser. På delsträckan över Schoberpasset Selzthal – Sankt Michael går trafiken från Graz till Linz, Salzburg och Innsbruck. Sträckan Leoben – Sankt Michael – Villach – Tarvisio ingår i dag som förgrening i sydbanan.